# Амбер (Оклахома)
Амбер (енгл. Amber) град је у америчкој савезној држави Оклахома.

## Демографија
По попису из 2010. године број становника је 419, што је 71 (-14,5%) становника мање него 2000. године.
| Група             | 2000.       | 2010.       |
| Белци             | 430 (87,8%) | 377 (90,0%) |
| Афроамериканци    | 1 (0,2%)    | 1 (0,2%)    |
| Азијати           | 0 (0,0%)    | 0 (0,0%)    |
| Хиспаноамериканци | 10 (2,0%)   | 10 (2,4%)   |
| Укупно            | 490         | 419         |